# Dihydrofolsäure
Dihydrofolsäure ist ein Zwischenprodukt bei der Synthese von Tetrahydrofolsäure aus Folsäure durch die Dihydrofolatreduktase. Ihre Salze heißen Dihydrofolate. 
Einige Medikamente wie Sulfonamide hemmen die Synthese der Dihydrofolsäure.